# Savigny-en-Septaine
Savigny-en-Septaine é uma comuna francesa na região administrativa do Centro, no departamento Cher. Estende-se por uma área de 22,8 km². Em 2010 a comuna tinha 734 habitantes (densidade: 32,2 hab./km²).